# Atractus crassicaudatus
Atractus crassicaudatus là một loài rắn trong họ Colubridae. Loài này được Duméril, Bibron & Duméril mô tả khoa học đầu tiên năm 1854.